# 清瀬市
清瀬市（きよせし）は、東京都の多摩地域北部に位置する市。1970年（昭和45年）市制施行。

## 地理

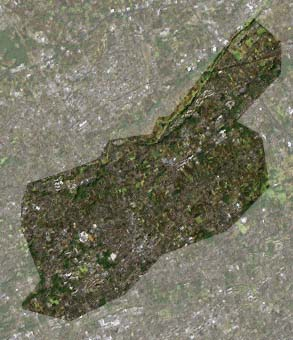
市域のランドサット衛星写真

東京都から、埼玉県の新座市と所沢市の間に楔のように北へ突き出している。西の所沢市とは柳瀬川で、南の東久留米市とは野火止用水で境を隔てる。新座市との境に河川はない。市内には金山緑地公園など緑地が多く、緑地面積は市域の約46%を占める。

### 地形
武蔵野台地の東北端手前約15キロメートル付近の平坦部に位置する。市域は、約6.5キロメートル×2キロメートルの狭長の地で、その長軸は台地の傾斜と向きを同じくし、西高東低の地形をなしている。標高は、西方の竹丘地区で65メートル、北東の下宿地区で20メートルと、6.5キロメートルの間に45メートルの標高差がある。市域北部を流れる柳瀬川によるわずかの沖積低地があるが、それ以外は洪積台地が占める。柳瀬川に沿う中里、下宿地区は、柳瀬川の低地より5 - 10メートル高く、清瀬旭が丘団地付近の台地よりも10 - 15メートル低い標高25 - 30メートルのテラス状になっており、下清戸、中清戸、上清戸地区から西武鉄道池袋線周辺の市街地へと続く広範な台地である。団地北側の崖面からみると、6メートルほど関東ローム層が堆積し、その下は武蔵野礫層が堆積している。

### 隣接している自治体
- 東 - 埼玉県新座市
- 北 - 埼玉県所沢市
- 西 - 東村山市
- 南 - 東久留米市

## 歴史

### 原始・江戸時代
清瀬市域に最初の人類が現れたのは、ヴュルム氷期の約2万年前である。下宿強清水（したじゅくこわしみず）遺跡と野塩西原遺跡にその痕跡を残している。縄文時代に入ると、人口は中期を頂点にして増えたが、後期以降は皆無に等しくなった。その後平安時代中期までこの状態が続いた。人口が増える平安時代後期になっても、居住地域は柳瀬川に近い現在の野塩、中里、下宿にとどまっていた。この時代はまだ井戸を掘る技術が発達しておらず、深い井戸を掘ることが難しかったために川に近い場所に人が集まったものである。
武士が力をつけ武蔵七党が台頭してくると、村山氏の勢力下に入ったものと見られる。
足利尊氏が幕府を開くと、信濃国佐久郡大石郷を本拠地としていた大石氏が勢力を伸ばしてくることになる。大石氏は木曾義仲の末裔とされ、大石信重が1356年5月に戦功により足利氏から武蔵国の入間郡と多摩郡の13郷に領地を与えられた。信重は現在の八王子市と青梅市の中間にあたる場所に居館を定めた。
いつの頃かははっきりしないが、15世紀後半大石氏は柳瀬川の対岸、現在の所沢市に滝の城を設営した。戦国時代になり、甲斐武田氏の勢力が伸張してくると、後北条氏と組み、後北条氏の領地とした。後北条氏の勢力下に入ると、滝の城か対岸の清戸下宿（小字岡）かは明らかではないが、清戸番所が設けられた。清戸番所は現在の関東地方北部に向かう軍事的な要所をなした。滝之城は豊臣秀吉の小田原征伐の際に落城し、今は「滝之城跡」として残るのみである。

### 明治以降
明治維新により江戸幕府が倒れると、間もなく清瀬を含む地域に武蔵県が設けられた。この県は廃藩置県で設けられることになる県と違い、天領、旧幕臣領といった幕府直轄の領地だった場所を県と呼ぶことにしたに過ぎない。その後、1869年1月から2月にかけて新たに品川県が設けられ、清瀬市域は品川県に編入されたが、名前が変わっただけで実態は変わっていない。1871年4月の廃藩置県で3府306県が設けられると、清瀬市域は東京府と入間県に分かれて編入された。しかし、同年11月に東多摩郡を除いた多摩郡が、神奈川県に編入された。
1889年4月1日、明治政府は新たに町村制を施行し、上清戸村、中清戸村、下清戸村、清戸下宿村、中里村、野塩村および埼玉県新座郡野火止村の一部を合わせて北多摩郡清瀬村とした。しかし、この合併は他の多くの自治体同様すんなりと行われたわけではない。特に清戸下宿、中里、野塩の各村からの反対が多かった。これは地味や地租の問題が絡んでいたと見られている。村役場は秋津村を加えた連合戸長制時代に連合戸長役場が置かれていた中清戸に置くことになった。
一方、東京府からは三多摩編入を求める要望が強かった。元々は玉川上水の水質問題に端を発した西多摩郡と北多摩郡の編入運動だったが、東京府に組み込まれた東多摩郡同様に同じ多摩郡だったという理由で1892年に南多摩郡が加えられた。一時政争の具とされたものの、1893年4月1日に三多摩が神奈川県から東京府に移管された。
- 1915年 - 武蔵野鉄道（現西武池袋線）が開通。この時はまだ市域には駅がなく、1917年12月12日に東村山町との町村境に秋津駅が、1924年6月11日になって清瀬駅が開設された。

### 昭和以降
その後、昭和に入り、当時は不治の病とされていた結核患者が増え始め、江古田にあった東京市立療養所（旧：国立療養所中野病院）が病床不足となった。そこで次の公立施設として、当時、西武線の南側に広大な雑木林が残されており、また、昭和大不況の中、買収交渉がし易いということから清瀨に昭和6年（1931年）に東京府立清瀬病院が建設された。同病院を皮切りに、傷痍軍人東京療養所など結核療養施設が昭和19年までに14施設まで増設され、清瀬は全国有数の結核療養地となった。
その後も、昭和20年の終戦後における結核患者の急増もあり、昭和20年代にも新設や既設病院の増床が行なわれ、国税庁や国鉄、日本銀行、東京電力などの委託病棟（各種企業体から運営を委託された病棟）が設置され、昭和30年代には清瀬だけで15の病院に5千人の結核患者が入院し治療を受けていた。しかし、化学療法の進展によりは結核のまん延状況は改善。空床が目立って昭和40年代には結核病棟を縮小したり、一般病床へと変更された。そして、病棟の跡地は公園（清瀬市中央公園）や高校（東京都立清瀬高等学校）、国立看護大学校の敷地へと転用された。
- 1931年 - 東京府立清瀨病院　開所。
- 1939年 - 傷痍軍人東京療養所（現：独立行政法人国立病院機構東京病院）開所。
- 1954年4月5日 - 町制施行し、清瀬町となる。
- 1970年10月1日 - 市制施行し、清瀬市となる。
- 1974年8月1日 - 防災行政無線運用開始。
- 1997年 - 市民愛唱歌「清瀬讃歌」（作詞：星野哲郎、作曲：池辺晋一郎）が発表される。

### 市名の由来
市名の由来には諸説ある。

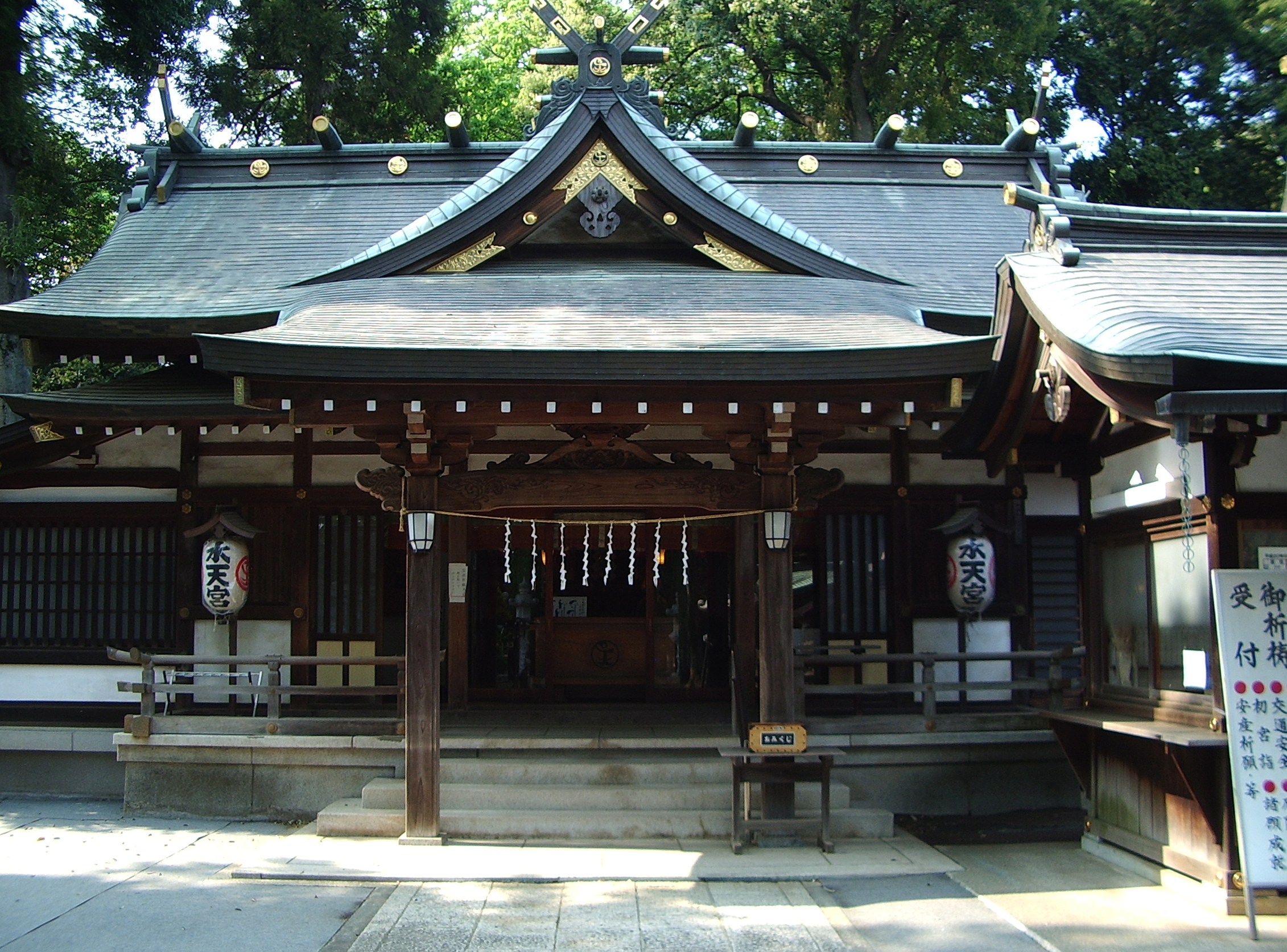
中清戸にある水天宮。日本武尊が休息を取った場所と伝えられる。

- 市内の地名「清戸」と、市内を流れる柳瀬川から、一字ずつ取った。
  - 日本武尊がこの地を訪れ、木の下で休んだ際に、木の下の土を見て「清き土なり」と言ったことから「清土」の名が生まれ、それが「清戸」に変わったのであるという。
  - 清戸の名は、現在も市内に「上清戸」、「中清戸」、「下清戸」として残る。
- 市内を流れる柳瀬川の「清らかなせせらぎ（瀬ぎ）」から名付けられた。

## 人口
| |                                        |  |
| 清瀬市と全国の年齢別人口分布（2005年） | 清瀬市の年齢・男女別人口分布（2005年） |  |
| ■紫色 ― 清瀬市 ■緑色 ― 日本全国 | ■青色 ― 男性 ■赤色 ― 女性              |  |
| 清瀬市（に相当する地域）の人口の推移 \| 1970年（昭和45年） \| 51,911人 \| \| \| 1975年（昭和50年） \| 60,574人 \| \| \| 1980年（昭和55年） \| 61,913人 \| \| \| 1985年（昭和60年） \| 65,066人 \| \| \| 1990年（平成2年） \| 67,539人 \| \| \| 1995年（平成7年） \| 67,386人 \| \| \| 2000年（平成12年） \| 68,037人 \| \| \| 2005年（平成17年） \| 73,529人 \| \| \| 2010年（平成22年） \| 74,104人 \| \| \| 2015年（平成27年） \| 74,864人 \| \| \| 2020年（令和2年） \| 76,208人 \| \| |                                        |  |
| 総務省統計局 国勢調査より |                                        |  |
| 1970年（昭和45年） | 51,911人                               |  |
| 1975年（昭和50年） | 60,574人                               |  |
| 1980年（昭和55年） | 61,913人                               |  |
| 1985年（昭和60年） | 65,066人                               |  |
| 1990年（平成2年） | 67,539人                               |  |
| 1995年（平成7年） | 67,386人                               |  |
| 2000年（平成12年） | 68,037人                               |  |
| 2005年（平成17年） | 73,529人                               |  |
| 2010年（平成22年） | 74,104人                               |  |
| 2015年（平成27年） | 74,864人                               |  |
| 2020年（令和2年） | 76,208人                               |  |

### 昼夜間人口
2005年に夜間人口（居住者）は73,506人であるが、市外からの通勤者と通学生および居住者のうちの市内に昼間残留する人口の合計である昼間人口は60,733人で昼は夜の0.826倍の人口になる。夜間に比べて昼の人口は1万3千人弱ほど減る。なお、平成22年国勢調査によれば、東京都特別区部への通勤率は33.3%である。
通勤者・通学者で見ると市内から市外へ出る通勤者が22,765人、市外から市内へ入る通勤者は9,915人と通勤者では昼間市外へ出る通勤者のほうが多い。しかし学生では市内から市外に出る通学生は3,234人、市外から市内へ入る通学生は3,311人と学生では移動は均衡している。なお、国勢調査では年齢不詳のものが東京都だけで16万人おり、この項の昼夜間人口に関しては年齢不詳の人物は数字に入っていないので数字の間に若干の誤差は生じる。

## 町名

### 清瀬市役所管内
| 町名         | 町区域設定年月日 | 住居表示実施年月日 | 住居表示実施前の町名等                     | 備考 |
| ------------ | ---------------- | ------------------ | ------------------------------------------ | ---- |
| 上清戸一丁目 | 1965年11月1日    | 1965年11月1日      | 大字上清戸、大字野火止                     |      |
| 上清戸二丁目 | 1965年11月1日    | 1965年11月1日      | 大字上清戸、大字中里、大字中清戸           |      |
| 元町一丁目   | 1965年11月1日    | 1965年11月1日      | 大字上清戸、大字下清戸                     |      |
| 元町二丁目   | 1965年11月1日    | 1965年11月1日      | 大字上清戸、大字中清戸、大字下清戸         |      |
| 中清戸一丁目 | 1970年7月1日     | 未実施             |                                            |      |
| 中清戸二丁目 | 1970年7月1日     | 未実施             |                                            |      |
| 中清戸三丁目 | 1970年7月1日     | 未実施             |                                            |      |
| 中清戸四丁目 | 1970年7月1日     | 未実施             |                                            |      |
| 中清戸五丁目 | 1970年7月1日     | 未実施             |                                            |      |
| 下清戸一丁目 | 1970年7月1日     | 未実施             |                                            |      |
| 下清戸二丁目 | 1970年7月1日     | 未実施             |                                            |      |
| 下清戸三丁目 | 1970年7月1日     | 未実施             |                                            |      |
| 下清戸四丁目 | 1970年7月1日     | 未実施             |                                            |      |
| 下清戸五丁目 | 1970年7月1日     | 未実施             |                                            |      |
| 下宿一丁目   | 1970年7月1日     | 未実施             |                                            |      |
| 下宿二丁目   | 1970年7月1日     | 未実施             |                                            |      |
| 下宿三丁目   | 1970年7月1日     | 未実施             |                                            |      |
| 旭が丘一丁目 | 1967年9月1日     | 未実施             |                                            |      |
| 旭が丘二丁目 | 1967年9月1日     | 1967年9月1日       | 大字清戸下宿字台田原・字岡・字屼           |      |
| 旭が丘三丁目 | 1967年9月1日     | 未実施             |                                            |      |
| 旭が丘四丁目 | 1967年9月1日     | 未実施             |                                            |      |
| 旭が丘五丁目 | 1967年9月1日     | 1967年9月1日       | 大字清戸下宿字屼・字松原                   |      |
| 旭が丘六丁目 | 1967年9月1日     | 未実施             |                                            |      |
| 中里一丁目   | 1970年7月1日     | 未実施             |                                            |      |
| 中里二丁目   | 1970年7月1日     | 未実施             |                                            |      |
| 中里三丁目   | 1970年7月1日     | 未実施             |                                            |      |
| 中里四丁目   | 1970年7月1日     | 未実施             |                                            |      |
| 中里五丁目   | 1970年7月1日     | 未実施             |                                            |      |
| 中里六丁目   | 1970年7月1日     | 未実施             |                                            |      |
| 野塩一丁目   | 1970年7月1日     | 未実施             |                                            |      |
| 野塩二丁目   | 1970年7月1日     | 未実施             |                                            |      |
| 野塩三丁目   | 1970年7月1日     | 未実施             |                                            |      |
| 野塩四丁目   | 1970年7月1日     | 未実施             |                                            |      |
| 野塩五丁目   | 1970年7月1日     | 未実施             |                                            |      |
| 松山一丁目   | 1964年4月1日     | 1964年4月1日       | 大字上清戸、大字中清戸、大字下清戸         |      |
| 松山二丁目   | 1964年4月1日     | 1964年4月1日       | 大字下清戸                                 |      |
| 松山三丁目   | 1964年4月1日     | 1964年4月1日       | 大字上清戸、大字中清戸、大字下清戸         |      |
| 竹丘一丁目   | 1964年4月1日     | 1964年4月1日       | 大字中清戸、大字下清戸                     |      |
| 竹丘二丁目   | 1964年4月1日     | 1964年4月1日       | 大字中清戸、大字下清戸、大字下里           |      |
| 竹丘三丁目   | 1964年4月1日     | 1964年4月1日       | 大字中清戸、大字下里、大字野塩、大字上清戸 |      |
| 梅園一丁目   | 1964年4月1日     | 1964年4月1日       | 大字上清戸、大字中清戸、大字下清戸         |      |
| 梅園二丁目   | 1964年4月1日     | 1964年4月1日       | 大字野火止、大字野塩                       |      |
| 梅園三丁目   | 1964年4月1日     | 1964年4月1日       | 大字野火止、大字野塩                       |      |

### 住宅団地
- 都市再生機構清瀬団地 - 昭和60年 ： 東村山都市計画事業（一団地の住宅施設）
- 都営野塩団地 ： 東村山都市計画事業（一団地の住宅施設）
- 東京都住宅供給公社清瀬台田団地 - 昭和48年 ： 東村山都市計画事業（一団地の住宅施設）
- 清瀬旭が丘団地
- グリーンタウン清戸
- 竹丘団地
- 竹丘南団地

## 行政

### 村長
- 高橋友右衛門 1889年6月〜1893年6月
- 村野勝五郎 1893年6月〜1897年2月
- 三上市左衛門 1897年3月〜1898年5月
- 高橋平三郎 1898年6月〜1899年3月
- 西川勘三郎 1899年5月〜1900年7月
- 高橋平三郎 1900年8月〜1902年12月
- 三上市左衛門1903年6月〜1915年6月
- 西川勘三郎 1915年7月〜1919年7月
- 三上市左衛門 1919年7月〜1921年12月
- 加藤鉄五郎 1922年3月〜1926年3月
- 加藤新三郎 1926年3月〜1930年3月
- 小島長太郎 1930年5月〜1934年5月
- 西川勘三郎 1934年7月〜1938年7月
- 村野廣吉 1941年1月〜1945年1月
- 村野庄司 1945年3月〜1946年11月
- 島田繁正 1947年4月〜1954年3月

### 町長
- 島田繁正 1954年4月〜1959年4月
- 渋谷邦蔵 1959年5月1日〜1970年9月30日

### 市長
- 渋谷桂司（2022年4月3日 - 現職）

| 氏名       | 在任期間                      | 出身                             | 備考       |
| ---------- | ----------------------------- | -------------------------------- | ---------- |
| 渋谷邦蔵   | 1970年10月1日 - 1995年4月30日 |                                  |            |
| 星野繁     | 1995年5月1日 - 2011年4月30日  | 國學院大学文学部                 |            |
| 渋谷金太郎 | 2011年5月1日 - 2022年2月14日  | 早稲田大学政治経済学部           | 在職中死去 |
| 渋谷桂司   | 2022年4月3日 -                | 山梨学院大学大学院社会科学研究科 |            |

### 市役所組織
- 市長部局　企画部、総務部、市民環境部、生涯健幸部、福祉・子ども部、都市整備部
- 教育委員会事務局　教育部
- 議会事務局
- 選挙管理委員会事務局
- 監査委員事務局
- 農業委員会事務局

### 広域行政
- 東京市町村総合事務組合
東京都の全市町村（多摩地域および島嶼）で組織し、東京自治会館を運営する。
- 多摩北部都市広域行政圏協議会
多摩地域北東部の西東京、小平、東村山、東久留米、清瀬の5市で施設の相互利用、イベントの共同開催などを行っている。通称「多摩六都」。「六都」とは合併前の田無市、保谷市（現・西東京市）を含めたものだが、名称は合併後も継承されている。西東京市内に多摩六都科学館を持つ。
- 東京たま広域資源循環組合(ゴミ処理)
多摩地域の一部を除く25市1町で、日の出町にある「二ツ塚廃棄物広域処分場」の運営や「エコセメント事業」を行っている。
- 柳泉園組合（ゴミ処理）
東久留米、清瀬、西東京の3市で、東久留米市にある「クリーンポート」を運営している。
- 昭和病院組合
小金井、小平、 西東京、東久留米、東村山、東大和および清瀬市により組織され、小平市にある「公立昭和病院」を運営している。
- 下水道
東京都下水道局清瀬水再生センター

### 警察
警視庁東村山警察署が市内全域を管轄
交番、駐在所
- 清瀬駅前交番――松山1、2丁目（1 - 12番地）、3丁目、元町
- 秋津駅前交番――野塩1、2、5丁目
- 旭が丘交番―――旭が丘、下宿、中里5、6丁目
- 梅園駐在所――梅園、野塩3、4丁目、松山2丁目（13 - 19番地）
- 下清戸駐在所―下清戸、中清戸4、5丁目
- 竹丘駐在所――竹丘
- 中清戸駐在所―上清戸、中清戸1 - 3丁目
- 中里駐在所――中里1 - 4丁目

### 自治体交流
- 新潟県岩船郡朝日村 1988年姉妹都市提携、2008年朝日村の村上市への合併に伴って解消[7][8]。
- 長野県立科町 2015年友好交流都市協定

### 国の機関
- 独立行政法人国立病院機構東京病院
- 国立看護大学校
- 気象庁
  - 気象衛星センター - 静止気象衛星の運用、極軌道気象衛星データの受信、衛星データの処理及び配信を行う。
  - 東京管区気象台
  - 予報部システム運用室 - 数値予報のためのスーパーコンピュータが設置されている。
- 独立行政法人労働者健康安全機構 労働安全衛生総合研究所
- 独立行政法人都市再生機構東日本賃貸住宅本部北多摩住宅管理センター清瀬旭が丘団地管理サービス事務所

## 議会

### 東京都議会
2025年東京都議会議員選挙
- 選挙区：北多摩第四選挙区（清瀬市、東久留米市）
- 定数：3人
- 任期：2025年7月23日 - 2029年7月22日
- 投票日：2025年6月22日
- 当日有権者数：158,018人
- 投票率：46.17％

| 候補者名 | 当落 | 年齢 | 所属党派   | 新旧別 | 得票数   |
| -------- | ---- | ---- | ---------- | ------ | -------- |
| 渋谷信之 | 当   | 56   | 自由民主党 | 現     | 24,204票 |
| 原紀子   | 当   | 59   | 日本共産党 | 現     | 20,391票 |
| 細谷祥子 | 落   | 71   | 国民民主党 | 元     | 18,346票 |
| 仲れいこ | 落   | 36   | 再生の道   | 新     | 8,733票  |

2021年東京都議会議員選挙
- 選挙区：北多摩第四選挙区（清瀬市、東久留米市）
- 定数：2人
- 投票日：2021年7月4日
- 当日有権者数：159,471人
- 投票率：40.29％

| 候補者名 | 当落 | 年齢 | 党派名             | 新旧別 | 得票数   |
| -------- | ---- | ---- | ------------------ | ------ | -------- |
| 原紀子   | 当   | 55   | 日本共産党         | 現     | 21,939票 |
| 渋谷信之 | 当   | 52   | 自由民主党         | 新     | 21,202票 |
| 細谷祥子 | 落   | 67   | 都民ファーストの会 | 現     | 19,893票 |

2017年東京都議会議員選挙
- 選挙区：北多摩第四選挙区（清瀬市、東久留米市）
- 定数：2人
- 投票日：2017年7月2日
- 当日有権者数：158,290人
- 投票率： 51.66％

| 候補者名 | 当落 | 年齢 | 党派名             | 新旧別 | 得票数   |
| -------- | ---- | ---- | ------------------ | ------ | -------- |
| 細谷祥子 | 当   | 63   | 都民ファーストの会 | 新     | 26,031票 |
| 原紀子   | 当   | 51   | 日本共産党         | 新     | 19,674票 |
| 山下太郎 | 落   | 44   | 無所属             | 現     | 18,205票 |
| 野島善司 | 落   | 68   | 自由民主党         | 現     | 16,776票 |

### 衆議院
- 選挙区：東京20区（東村山市・東大和市・清瀬市・東久留米市・武蔵村山市）
- 任期：2021年10月31日 - 2025年10月30日
- 投票日：2021年10月31日
- 当日有権者数：418,245人
- 投票率：56.77％

| 当落 | 候補者名   | 年齢 | 所属党派     | 新旧別 | 得票数    | 重複 |
| ---- | ---------- | ---- | ------------ | ------ | --------- | ---- |
| 当   | 木原誠二   | 51   | 自由民主党   | 前     | 121,621票 | ○    |
| 比当 | 宮本徹     | 49   | 日本共産党   | 前     | 66,516票  | ○    |
|      | 前田順一郎 | 46   | 日本維新の会 | 新     | 43,089票  | ○    |

## 産業

### 農業
農地が市域の4割を占める。また、平成14年時点で、市内農地の87.0%が生産緑地に指定されている。ニンジンやホウレンソウ、パクチーなどの野菜栽培が中心。特に黒土が深いという利点があることから根菜類の栽培が多く、ニンジンは都内の出荷額の半分を占めている。そのため、にんじんを利用した「にんじんジャム」や「にんじん焼酎」なども市内で販売されている。また酪農も比較的盛んで、中清戸の清瀬市役所周辺に集中して立地している。
比較的最近まで小さな農協であるJA第一清瀬が広域合併せずに残っていた。2004年4月にJA第一清瀬はJA東京みらいに合併された。

## 健康

### 病院
昭和初期から昭和40年代まで結核患者の一大療養地だったため、公益財団法人結核予防会複十字病院、国立病院機構東京病院等、大規模病院が市南西部に集中している。また、結核療養所を初めとする高度研究機関が整備され、動植物に関する研究施設も市の南部に集まっている。そのため、清瀬市は人口1000人あたりの病床数で全国50位、東京都内3位で「医療の街」となっている。

## 教育

### 幼稚園
- 私立
  - 清瀬富士見幼稚園
  - きよせ幼稚園
  - 清瀬しらうめ幼稚園
  - 清瀬たから幼稚園
  - 清瀬ひかり幼稚園
  - 清瀬ゆりかご幼稚園
  - 東星学園幼稚園

### 小学校
- 市立
  - 清瀬小学校
  - 芝山小学校
  - 第三小学校
  - 第四小学校
  - 第六小学校
  - 第七小学校
  - 第八小学校
  - 第十小学校
  - 清明小学校(旧第五小学校、第九小学校)
- 私立
  - 東星学園小学校

### 中学校
- 市立
  - 清瀬中学校
  - 第二中学校
  - 第三中学校
  - 第四中学校
  - 第五中学校
- 私立
  - 東星学園中学校

### 高等学校
- 都立
  - 清瀬高等学校
  - 清瀬東高等学校（2007年3月閉校）
- 私立
  - 東星学園高等学校

### 大学
- 明治薬科大学
- 日本社会事業大学

### 省庁大学校
- 国立看護大学校（厚生労働省所管の省庁大学校）

## 交通

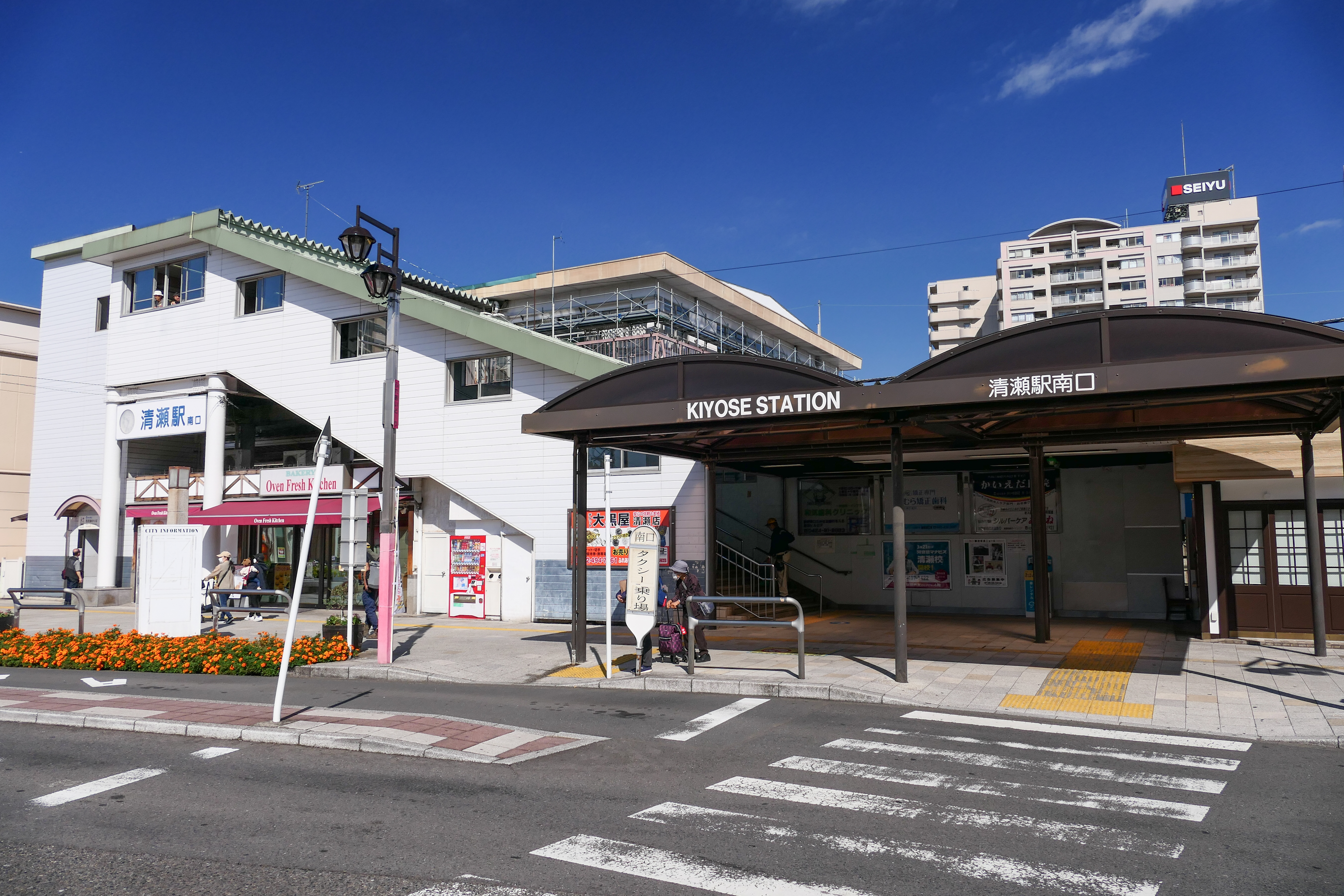
清瀬駅

### 鉄道
- 西武鉄道
  - 西武池袋線
    - 清瀬駅

※ 秋津駅（東村山市に所在）はホームの東半分が清瀬市にある。
- JR武蔵野線が市の北東部をわずかに通るが旅客駅はない。ただし、同線は清瀬市北部を囲むように走っており、新秋津駅（東村山市）は市西部、東所沢駅（埼玉県所沢市）は市中央部、新座駅（同県新座市）は市東部に至近しており、市民の利用がある。また、新座貨物ターミナル駅の一部が清瀬市域にかかる。

### 路線バス
一般路線は全て西武バスの運行。
- 清瀬駅北口から西武バス新座営業所・所沢営業所管轄の路線が発着し、市内完結路線の他新座市・所沢市へ向かう路線も運行されている。
- 清瀬駅南口からは西武バス滝山営業所・所沢営業所・小平営業所管轄の路線が発着し、市内完結路線の他東久留米市・小平市・小金井市・東村山市・所沢市へ向かう路線も運行されている。

#### 深夜急行バス
- 深夜急行バス：池袋駅東口→練馬駅（練馬区役所）→清瀬駅（南口）入口→中里団地→所沢駅西口→小手指駅（北口）
西武バス練馬営業所担当

#### 市内循環コミュニティバス
清瀬市コミュニティバス「きよバス」が2007年1月20日から運行。清瀬市が西武バス新座営業所に運行を委託。

### 道路
主要な道路は市の東西、東村山市秋津町から新座市へ抜ける埼玉県道・東京都道40号さいたま東村山線（通称：志木街道）と、東久留米市から所沢市までを南北に結ぶ東京都道15号府中清瀬線（通称：小金井街道）・東京都道・埼玉県道24号練馬所沢線（通称：小金井街道一部区間の名称）があり、両街道は市の中心部、元町の清瀬郵便局交差点で交わる。小金井街道は清瀬駅西側（秋津側）の踏切での渋滞が慢性化している。このため、西武総合企画の誘導員が西武バスの円滑な運行に一役かっている。
また、清瀬駅から市役所へ向かって志木街道に並行する形で市道（通称：けやき通り）が走る。加えて、東京都道248号府中小平線（通称：新小金井街道）は、小金井街道・野火止用水交差部（小金井街道「松山三丁目」交差点附近）から清瀬駅の南東側をアンダーパスで抜け、下清戸へ至る部分で延伸・整備工事が進められ、府中方面 - 小金井 - 小平 - 東久留米 - 清瀬 - 新座 - 志木 - 浦和方面へ「踏切なし」で通行できるようになった。
また、当市に国道は通っていない。
北東部の旭が丘地区に関越自動車道（※ 開通当時は東京川越道路）が僅かに走っている。旭が丘団地内を走る部分は、開通当初は切り通しだったが徐々に交通量が増大し、騒音が問題になったため住民運動などにより「旭が丘シェルター」として後にコンクリートで覆われた。現在は、シェルター上部は公園として利用されている。なお、当市内にはインターチェンジはないが、所沢インターチェンジが至近である。
※同区間を走行した場合、市境付近で「清瀬市」という市区町村名表示がされているが、埼玉（所沢市）=東京（清瀬市）=埼玉（新座市）と走行しているのにもかかわらず東京都に入った旨の県境表示はされていない。

## 観光・歴史・施設
- 清瀬ひまわりフェスティバル - 下清戸地区。毎年8月に10万本のひまわり畑が公開される。
- キヨセケヤキロードギャラリー - 清瀬駅から市役所にかけて伸びるけやき通り沿いに、国内外の彫刻家が制作した約30点の作品が展示される。
- 金山緑地公園 - 柳瀬川脇に親水型公園として整備され、野鳥観察が行われている。
- 中里の富士塚 - 東京都指定の有形民俗文化財[10][11]。毎年9月1日には「中里の火の花祭」が行われる（※雨天順延）[12]。
- 清瀬市郷土博物館
  - 郷土資料展示室（コミュニティプラザひまわり内）
- 大和田通信所 - 米軍施設。大部分は新座市西堀に位置するが、一部当市にも敷地がある。

## 著名な出身者

### 芸能・マスコミ
- 中森明菜 - 歌手、女優
- 釈由美子 - 女優、タレント、モデル
- 堀北真希 - 元女優
- NANAMI - タレント、モデル（堀北真希の妹）
- 村野武範 - 俳優
- 山本純也 - 読売テレビの元アナウンサー
- 笠浩二 - ミュージシャン、C-C-Bのメンバー
- 金原亭世之介 - 落語家
- 藤田恵美 - 歌手、元Le Couple
- 新垣隆 - 作曲家、ピアニスト
- たつき - Youtuber、STスタジオのメンバー

### スポーツ
- 高橋慶彦 - 元プロ野球広島東洋カープ選手（出生地は北海道芦別市、幼少時に移住）
- 川本ゆかり - 新体操、バルセロナ五輪代表
- 山尾朱子 - 新体操、アトランタ五輪代表
- サイード横田仁奈 - 新体操、2012年のロンドン五輪代表
- 外山凌 - Jリーガー。 松本山雅FC。
- 小椋藍 - オートバイレーサー。2024年のロードレース世界選手権Moto2クラスチャンピオン。
- 駒清瀬 - 大相撲、放駒部屋[13]
- 寺田一太 - 元Jリーガー。清瀬市出身初のJリーガー。

### 文化
- 佐高信 - 評論家。市内在住（出身は山形県）
- 鎌田慧 - ルポライター（出身は青森県）
- 是枝裕和－ 映画監督（28歳まで市内の団地に在住）
- 満田かずほ － 映画監督、プロデューサー（出身は長崎県長崎市）。作詞用に「清瀬かずほ」なるペンネームを使用した。
- 長石多可男 - テレビドラマ監督（市内に在住していた）
- 近藤喜文 - アニメ監督（市内に在住していた）
- 藤沢周平 - 時代小説家。1963年 - 1970年（直木賞受賞の1年前）まで在住。
- 吉岡平 - 小説家。市内在住（出身は岡山県）
- 太田隆司 (芸術家) - ペーパーアーティスト。市内在住
- 肝付兼太 - 声優。1980年代から市内在住
- 谷口ジロー - 漫画家。1976年から2000年まで在住。2023年1月に清瀬市郷土博物館で特別展が開かれた。

## ゆかりの作品
漫画
- 歩くひと- 谷口ジローによる日本の漫画作品。

小説・映画
- 鉄塔 武蔵野線（小説・映画）- 市内を通る実在の送電線「武蔵野線」の物語。映画の撮影は市内でも行われた。
- 海よりもまだ深く（映画）- 2016年5月21日公開となる阿部寛主演の映画。監督の是枝裕和が、28歳まで市内にある旭が丘団地に住んでいたことから、本作でも登場する。

テレビドラマ
- 欅通りの人々（1994年、NHK） - 市内を通るけやき通りにあった実在の喫茶店を舞台としたドラマ。撮影も同箇所で行われた。
- ビーロボカブタック第20話（1997年、テレビ朝日） - スターピース争奪戦をした場所に当時の清瀬サティが使用された。
- 仮面ライダークウガ（2000年、テレビ朝日） - 主人公・五代雄介が居候していた喫茶店ポレポレは外観のみ、市内に実在する喫茶「るぽ」で実際に撮影を行っており、主演のオダギリジョーも撮影に訪れたことがある。
- 盲導犬クイールの一生（2003年、NHK） - ロケの一部が柳瀬川流域（一部は所沢市域）で行われた。
- 孤独のグルメ season4第一話（2014年、テレビ東京） - 市内に実在する食堂およびその近辺の店舗をロケ地としている。
- アンナチュラル（2018年、TBS） - 舞台となる「UDIラボ」の外観は市内にある大林組の技術研究所をロケ地としている。なお、スタッフが共通した『MIU404』（2020年・TBS）でも同作からスピンオフする形で登場している。
- コタキ兄弟と四苦八苦（2020年、テレビ東京） - 舞台となる喫茶店（外観のみ）や商店街の焼鳥店等でロケが行われた。